# 冶城

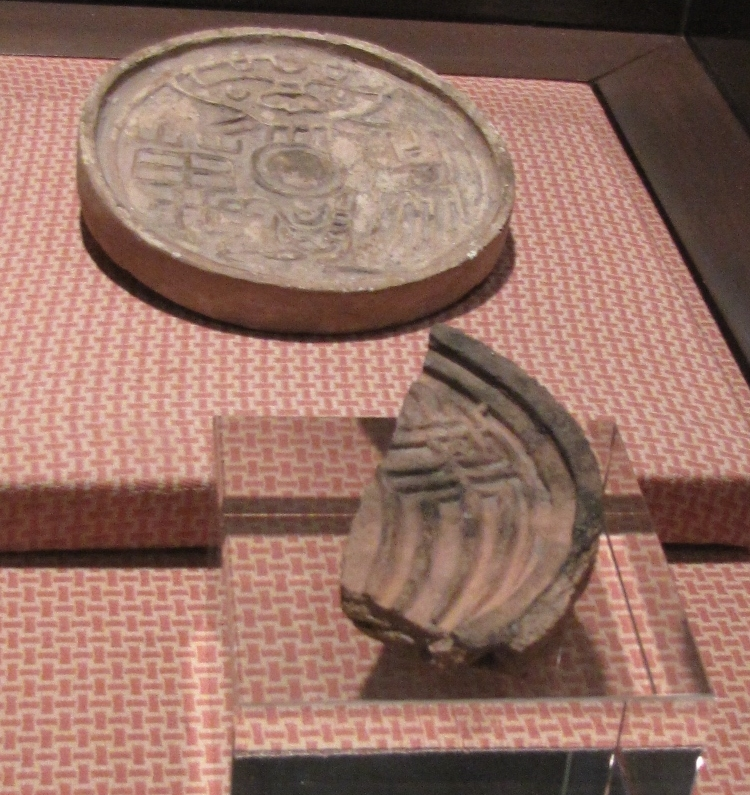
福州冶山出土的闽越宫殿的瓦当，被作为福州是冶城所在地的证据

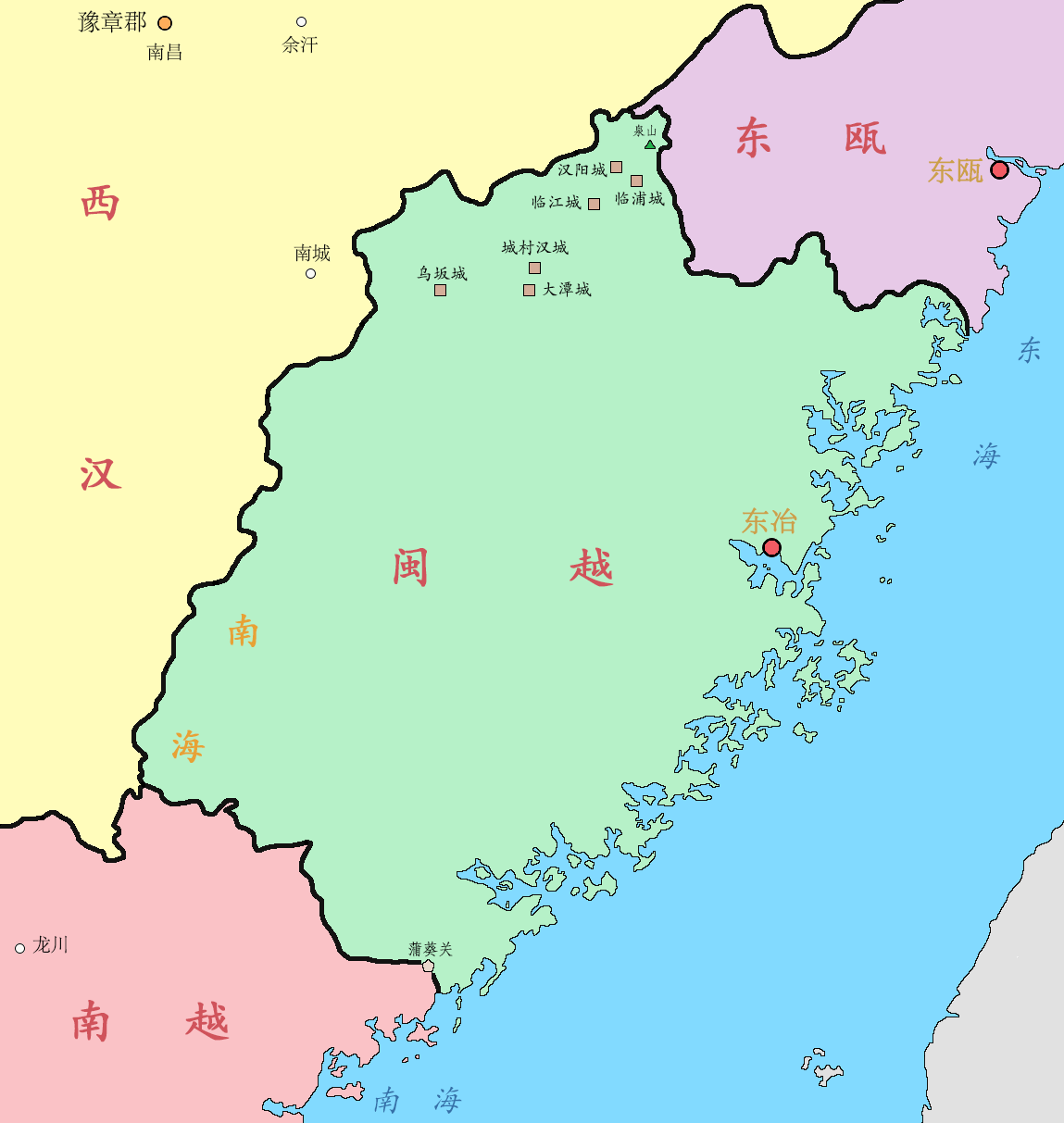
东冶在闽越的位置

冶（城）（平話字：Iā-siàng），又称东冶，是前306年建立的閩越的都城。前222年，秦朝设闽中郡，冶城为郡治。前202年—前110年闽越的都城，其城址一般认为位于今天中国福州的屏山东南麓冶山一带，但也有许多关于城址所在的不同看法，有一方观点认为此处所指的冶城不过是闽越国为西汉所夷灭之后逃遁山谷的闽越遗民在另一地点重新建立的同名城池，冶城建于闽越王无诸统治时期，废于汉武帝灭亡闽越国的战争，作为闽越国国都共92年时间。

## 名称来源
一般认为，“冶城”之名来源于其城址所在地的冶山。春秋时期冶金家欧冶子在冶山麓设灶冶铸，冶山故此得名，其年代先于冶城的建立。

## 历史
前306年，越王勾踐七世孫越王無彊與楚威王作戰，戰敗被殺，越國從此衰微，部分越國王族在此時渡海入閩，徙居越遷山（今福州市長樂區），建立了閩越國。南逃的越国贵族与古闽人融合，形成闽越人，建立了福州历史上最早的城市“冶”（又稱“東冶”），作为闽越的都城 。
前222年，秦朝设闽中郡，现今的福州为郡治。
前202年，汉高帝刘邦封闽越族的无诸为闽越王，统治闽中，无诸建闽越王都于冶城，冶城从此成为闽越国都城。
前110年，东越王余善与汉朝发生军事冲突，汉武帝随即派军队灭亡了闽越国，闽越人被强制迁徙到江淮一带，冶城衰亡。此后直至前85年，有闽越地区逃亡山林的遗民复出，汉朝才在冶城故地设立冶县。

## 城址的争论
很多学者认为冶城即东冶，其城址就在今天中国福州的屏山东南麓冶山一带。還有學者認為冶城位於福州郊区的新店镇
20世纪晚期，考古学者在福州冶山脚下发掘出闽越国宫殿的遗址，并出土了有“万岁未央”字样的瓦当，被当作是福州为冶城所在地的考古学证据。2012年12月，福州地铁施工的时候，又在屏山一带发现了西汉时期遗址，出土瓦当、花纹砖、壶、罐、炉、碗、铜镜等上千件文物。出土文物中包括了有“常乐万岁”字样的瓦当，认定是闽越王城宫殿遗址的一部分。
中国社会科学院考古研究所原常务副所长徐光冀认为此次的考古发掘肯定了冶城与闽越王城就在福州。福建省文物局原局长郑国珍认为此次发现的大型夯土台基和宫殿遗迹为闽越王城位于福州提供了有力的证据。福建省文史研究馆馆员、考古学教授欧潭生根据碳十四的检测报告木炭的年代为春秋时期以及城墙、陶片的材料来看证明了闽越王城位于福州。